# Армения (Антьокия)
Армения (исп. Armenia) — город и муниципалитет на западе Колумбии, на территории департамента Антьокия. Входит в состав субрегиона Западная Антьокия.

## История
До прихода испанцев на территории муниципалитета обитали представители индейского племени es:Nutabes.
Поселение, из которого позднее вырос город, было основано 28 июня 1868 года. Муниципалитет Армения был выделен в отдельную административную единицу в 1894 году.

## Географическое положение

Муниципалитет Армения

Город расположен в юго-западной части департамента, в гористой местности Центральной Кордильеры, к востоку от реки Каука, на расстоянии приблизительно 22 километров к западу-юго-западу (WSW) от Медельина, административного центра департамента. Абсолютная высота — 1497 метров над уровнем моря.

Муниципалитет Армения граничит на севере с муниципалитетами Анса и Эбехико, на северо-востоке и востоке — с муниципалитетом Эликония, на юго-востоке — с муниципалитетом Анхелополис, на юге — с муниципалитетом Титириби, на западе — с муниципалитетами Конкордия и Бетулия. Площадь муниципалитета составляет 110 км².

## Население
По данным Национального административного департамента статистики Колумбии, совокупная численность населения города и муниципалитета в 2012 году составляла 4484 человек.
Динамика численности населения муниципалитета по годам:
| 2005 | 2006 | 2007 | 2008 | 2009 | 2010 | 2011 | 2012 |
| ---- | ---- | ---- | ---- | ---- | ---- | ---- | ---- |
| 5196 | 5086 | 4975 | 4878 | 4775 | 4673 | 4578 | 4484 |

Согласно данным переписи 2005 года мужчины составляли 50 % от населения Армении, женщины — соответственно 50 %. В расовом отношении белые и метисы составляли 96,1 % от населения города; негры, мулаты и райсальцы — 3,9 %.
Уровень грамотности среди всего населения составлял 76,6 %.

## Экономика
Основу экономики Армении составляет сельскохозяйственное производство. На территории муниципалитета выращивают кофе, кукурузу, бананы, юкку, фрукты и различные овощные культуры.

56,4 % от общего числа городских и муниципальных предприятий составляют предприятия торговой сферы, 40,6 % — предприятия сферы обслуживания, 3 % — промышленные предприятия.